# 不正出血
不正出血（ふせいしゅっけつ）、不正性器出血、とは、月経・分娩などの正常な時期以外で起こる女性器からの出血の総称である。不正性器出血という語順で呼ぶこともある。

## 分類
器質性出血炎症や傷など、子宮・卵巣・膣といった内性器に物理的な病変があり、そこから出血している。
機能性出血性器に物理的な疾患はなく、ホルモン分泌の異常など生殖機能の不調が原因で、子宮内膜を堅持しきれず、月経以外の時期に出血を起こしている。

## 原因
主に以下のような理由が考えられる。
- ホルモンバランスの乱れ
- 子宮頸癌、子宮体癌、卵巣がん、外陰がん、膣がんなどの癌
- 子宮頚管ポリープ
- 子宮筋腫
- 子宮内膜症
- クラミジア、トリコモナス、淋病などの性感染症
- 膣炎(細菌性膣炎)、卵管炎などの炎症
- 性交による膣壁や子宮膣部びらんの擦過傷
- 頻発月経、過長月経などの月経異常
- 排卵出血
- 着床出血、流産、切迫流産、子宮外妊娠、胞状奇胎など妊娠関係
- 異物(タンポンなど)
- 萎縮性膣炎などの萎縮
- （膣からの出血ではなく、膀胱炎など実は尿道からの出血の見間違え ）

## 治療
器質的異常がある場合はそれぞれの原因に応じた病変部の治癒を図り、ホルモンの変調による場合は月経異常に準じた治療を行う。当座の止血には、止血剤や中用量ピルなどのホルモン剤が処方される。

## 特段の問題はない不正出血

### 排卵出血
排卵期出血、中間期出血ともいう。
排卵の時期、すなわち次の生理予定日の2週間前ごろに、2～3日程度の少量の出血がある場合がある。
排卵出血は以下の理由で起こることがある生理的な現象で、特には心配ない。
1. 卵子が卵巣の表面を破って飛び出してくる際の出血が、卵管・子宮を伝わって下りてきた。
2. 排卵直前に卵胞ホルモンが急増して急落し、排卵後に黄体ホルモンおよび卵胞ホルモンが再び増加してくるまでのホルモン量低下の谷間で、変動の影響を受け子宮内膜の一部が剥がれ落ちた。

- ただし、たまたま排卵期と重なっていても、何か別の病気による不正出血の可能性もあるので注意。
- ホルモンバランスが崩れて黄体期のホルモン量再増が速やかにいかなかったりすると、排卵出血が大量になったり出血が長引いたりする可能性もある。
- 無排卵の頻発月経だと半月ほどのサイクルで少量出血を繰り返したりすることもあり、必ずしも周期の間隔や出血の様子からだけでは区別できないので、安易に主観で判断せず、不審なら基礎体温を測って確認する方がよい。

### 着床出血
受精卵が子宮に着床する際、子宮内膜が少し溶け、少量の出血として出てくることがある。また、着床直後の急激なホルモン変化の影響で出血する場合もある。
- 排卵1～2週間後（生理予定日の約1週間前から生理予定日前後）くらいの、着床時または着床着後くらいの時期に起きる。生理予定日ごろに出血があり、しばしば月経と見間違える例もあるため、俗に「妊娠生理」とも呼ばれる。
- 着床出血が起こる人のほうが少数派で、大半の人は、着床の過程がスムーズに進行すれば無出血である。
- 着床時期を大幅に過ぎてからの出血は、着床出血ではなく、何らかの妊娠初期の不正出血と思われる。ただし、必ずしも流産等の異常の兆候とは限らず、分泌量が変化していくホルモンの影響や余分な血塊の排出など、生理的な原因の場合もある。
- 出血の外見だけで生理か着床出血かを確定的に判別するのは困難であり、妊娠の疑いがあれば、尿検査等できちんと妊娠の有無を確認すること。